# Fayçal Badji
Fayçal Badji (ur. 15 lutego 1973 w Algierze) – algierski piłkarz grający na pozycji pomocnika. W swojej karierze rozegrał 11 meczów w reprezentacji Algierii.

## Kariera klubowa
Karierę piłkarską Badji rozpoczął w klubie USM El Harrach. W jego barwach zadebiutował w sezonie 1990/1991 w pierwszej lidze algierskiej. Grał w nim do 1996 roku. Wtedy też odszedł do CS Constantine. W sezonie 1996/1997 wywalczył z nim tytuł mistrza Algierii.
W 1998 roku Badji przeszedł do tureckiego Erzurumsporu. Zadebiutował w nim 28 listopada 1998 w zremisowanym 0:0 domowym meczu z Kocaelisporem. W Erzurumsporze rozegrał 9 meczów ligowych i strzelił w nich 1 gola.
W 1999 roku Badji wrócił do Algierii i został zawodnikiem klubu CR Belouizdad. W 2000 i 2001 roku został dwukrotnie z rzędu mistrzem kraju. W 2004 roku przeszedł do MC Algier i grał w nim do końca swojej kariery, czyli do 2009 roku. Wraz z MC Algier zdobył dwa Puchary Algierii (2006, 2007) i dwa Superpuchary Algierii (2006, 2007).

## Kariera reprezentacyjna
W reprezentacji Algierii Badji zadebiutował w 1999 roku. W 2000 roku został powołany do kadry na Puchar Narodów Afryki 2000. Na tym turnieju był rezerwowym i nie rozegrał żadnego spotkania. W kadrze narodowej od 1999 do 2000 roku rozegrał 11 meczów.